# Amtsbezirk Saanen
Der Amtsbezirk Saanen war bis zum 31. Dezember 2009 eine Verwaltungseinheit mit Hauptort Saanen im Schweizer Kanton Bern. Der Amtsbezirk umfasste drei Gemeinden mit 8732 Einwohnern (Stand 31. Dezember 2008) auf 240,96 km².

## Gemeinden
| Name der Gemeinde | Einwohner (31. Dez. 2008) | Fläche in km² | Einwohner pro km² |
| ----------------- | ------------------------- | ------------- | ----------------- |
| Gsteig            | 959                       | 62,41         | 15                |
| Lauenen           | 812                       | 58,49         | 14                |
| Saanen            | 6961                      | 120,06        | 58                |
| Total (3)         | 8732                      | 240,96        | 36                |

## Veränderungen im Gemeindebestand

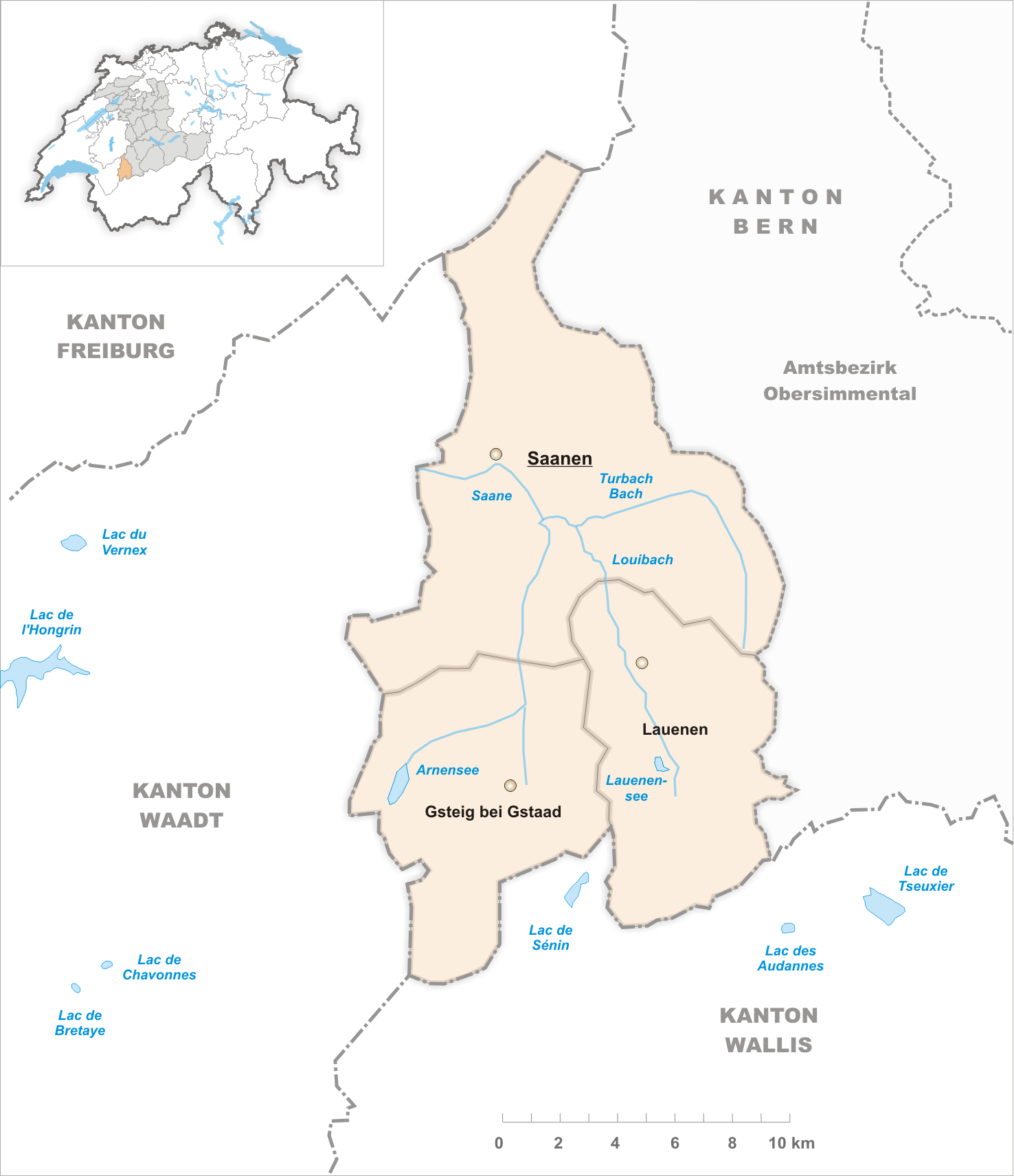
Gemeinden bis 2009

- 2010: Bezirkswechsel aller 3 Gemeinden vom Amtsbezirk Saanen → Verwaltungskreis Obersimmental-Saanen